# Khu dự trữ sinh quyển Maya
Khu dự trữ sinh quyển Maya (tiếng Tây Ban Nha: Reserva de la Biosfera Maya) là một khu bảo tồn thiên nhiên ở Guatemala do Hội đồng các khu bảo vệ Quốc gia của Guatemala quản lý (CONAP). Khu Bảo tồn Sinh quyển Maya có diện tích 21.602 km².
Khu vực này là nơi sinh sống của một số lượng lớn các loài động vật, bao gồm cá sấu Mêxico và gà tây mắt đơn. Nó cũng rất phong phú trong các hệ thực vật bao gồm Brosimum alicastrum, Swietenia macrophylla, Swietenia humilis, Bloma prisca, Vitex gaumeri, Cedrela odorata, Bucida buceras, Haematoxylum campechianum, Rhizophora mangle, Brosiumum alicastrum, Pimenta dioica vv. có nhiều phần nước, bao gồm hồ, sông, suối và các hố đất sụt.
Khu bảo tồn được thành lập vào năm 1990 để bảo vệ diện tích rừng nhiệt đới Mỹ lớn nhất ở phía bắc Amazon. Mô hình dự trữ sinh quyển, được thực hiện bởi UNESCO, nhằm tạo ra sự cân bằng giữa các hoạt động của con người và sinh quyển bằng cách đưa sự phát triển kinh tế bền vững vào kế hoạch bảo tồn.

## Hoạt động của con người
Khu dự trữ sinh quyển Maya được chia thành nhiều khu, mỗi khu có một trạng thái được bảo vệ khác nhau. Các vùng lõi được hình thành bởi một số vườn quốc gia và các sinh cảnh (bảo vệ động vật hoang dã), trong đó không có sự định cư của con người, khai thác gỗ, hoặc khai thác tài nguyên được phép. Các Vườn quốc gia Laguna del Tigre, Vườn quốc gia Sierra del Lacandón, Vườn Quốc gia Mirador-Río Azul, Vườn quốc gia Tikal, Biotop El Zotz, Biotope Naachtún-Dos Lagunas, Biotope Cerro Cahuí, Laguna del Tigre Biotope và Khu di tích El Pilar. Các vùng lõi bao phủ một diện tích 7670 km2, chiếm 36% Khu Dự trữ Sinh quyển Maya.
Tại các khu vực đa chức năng (8484,40 km2, 40%) và vùng đệm (4975 km2, 24%), bao gồm phần phía Nam của Khu bảo tồn, các hoạt động kinh tế được điều chỉnh nhất định được cho phép. Chúng bao gồm việc khai thác gỗ bền vững và các sản phẩm rừng truyền thống bao gồm chicle, một loại nhựa dùng để sản xuất kẹo cao su, xate, cây cọ trang trí sử dụng trong việc sắp xếp hoa, và pimenta hoặc allspice. Chính phủ Guatemala đã giao rừng cho các cộng đồng địa phương, cho phép họ có quyền thực hiện lâm nghiệp bền vững trong các khu vực được khoanh vùng trong 25 năm. Các nhóm giám sát quốc tế như Hội đồng Quản lý Rừng chứng nhận các hoạt động khai thác gỗ bền vững. Năm 2005, 1,1 triệu mẫu Anh (4500 km2) đã được chứng nhận. Ở các vùng khác của vùng đa dụng, các cộng đồng nông dân đã được cấp quyền tiếp tục canh tác trong cái gọi là đa giác nông nghiệp.

## Khảo cổ

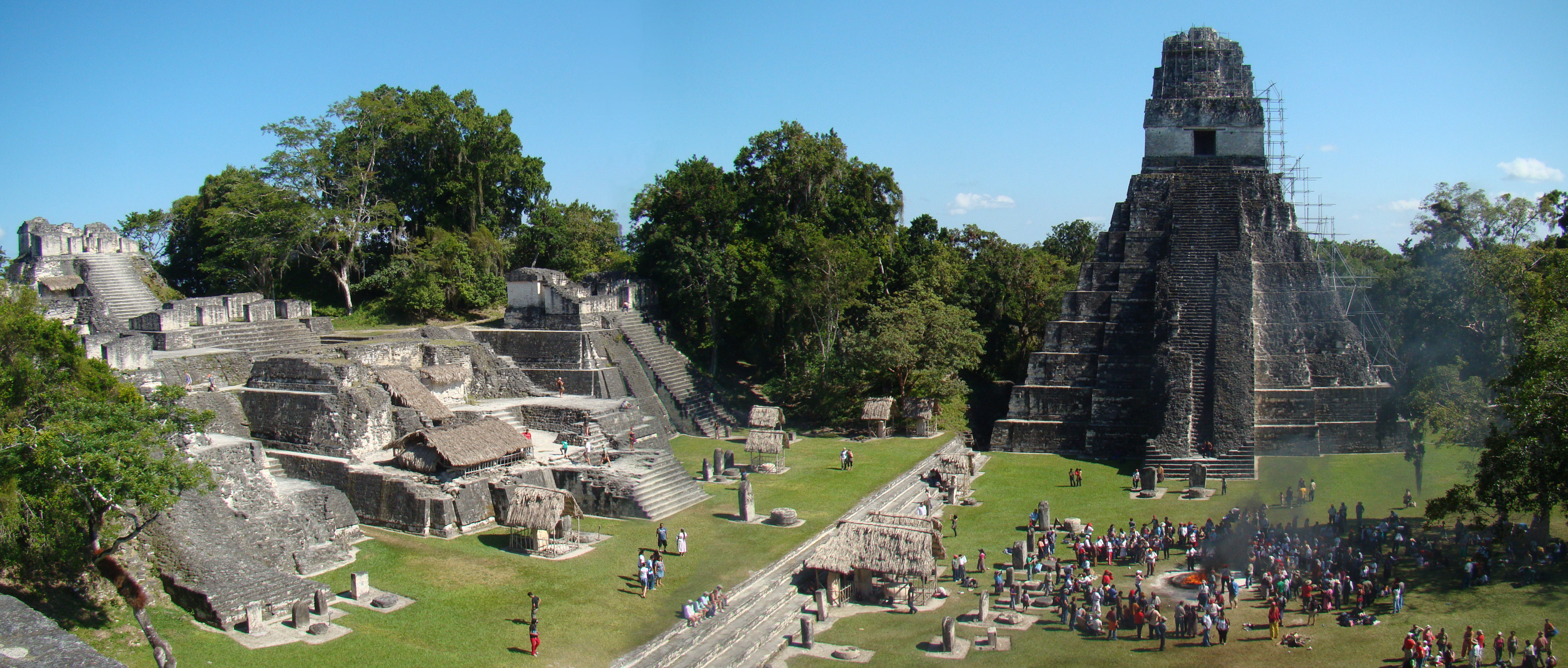
Quảng trường Tikal vào tháng 12 năm 2010

Khu dự trữ sinh quyển Maya là nơi tập trung nhiều thành phố Maya cổ đại, nhiều trong số đó đang được khai quật. Tikal nổi tiếng nhất trong số này, thu hút khoảng
120.000 đến 180.000 lượt khách tham quan mỗi năm.
Lưu vực Mirador, ở phần phía bắc của Khu bảo tồn, chứa nhiều thành phố nối liền với Maya. Dự án này do Tiến sĩ Richard Hansen, nhà khảo cổ học tại El Mirador, nơi có diện tích lớn nhất, có niên đại từ thời tiền Maya thời tiền sử. Các thành phố khác trong khu vực bao gồm El Tintal, Nakbe, Wakna.
Vào ngày 1 tháng 2 năm 2018, các nhà khảo cổ học ở Guatemala, Mỹ và châu Âu đã công bố khám phá qua công nghệ quét laser LIDAR khoảng 60.000 cấu trúc đơn lẻ mới của người Maya trong khu bảo tồn. Các cấu trúc, ẩn dưới lá cây dày đặc, bao gồm bốn trung tâm nghi lễ lớn của người Maya với các quảng trường và kim tự tháp. Các cấu trúc khác bao gồm công lộ được rải đá, hệ thống tưới tiêu phức tạp và các hệ thống nhà liền kề, tường chắn, tường chắn và pháo đài, mặc dù các dấu hiệu cướp bóc cũng được tìm thấy.    Hình ảnh LIDAR cũng cho thấy người Maya đã thay đổi cảnh quan hơn đáng kể so với ý nghĩ trước đây; ở một số khu vực, 95% diện tích đất đã được canh tác.  Phát hiện này đã được mô tả như một bước đột phá lớn trong khảo cổ học Maya; nó gợi ý rằng Trung Mỹ hỗ trợ một nền văn minh tiên tiến, mà ở đỉnh cao nhất có thể so sánh được với nền văn hoá cổ đại của Hy Lạp cổ đại hay Trung Hoa chứ không phải đến các thành bang khác biệt mà các nghiên cứu trên đất liền đã gợi ý từ lâu.  Hơn 800 dặm vuông (2,100 sq km) của khu bảo tồn được khảo sát, tạo ra bộ dữ liệu LIDAR lớn nhất từng được đưa ra cho nghiên cứu khảo cổ học.

## Các mối đe dọa về môi trường
Các hệ sinh thái trong khu dự trữ sinh quyển Maya đang phải đối mặt với nhiều mối đe doạ từ hoạt động của con người, bao gồm nạn khai thác gỗ trái phép, nuôi trồng, và chăn nuôi gia súc trong khu bảo tồn, buôn bán ma túy, săn trộm và cướp bóc đồ tạo tác của người Maya. Diện tích rừng của Khu Bảo tồn đã giảm 13% trong 21 năm qua theo tổ chức phi lợi nhuận Rainforest Alliance, nơi có một số dự án phát triển cộng đồng trong khu vực. Kể từ năm 2000, các trại chăn nuôi gia súc đã làm mất khoảng 8% trữ lượng khu dự trữ. Một số nạn phá rừng nghiêm trọng nhất xảy ra tại các VQG Laguna del Tigre và Sierra del Lancandon.